# Changhua County
Changhua County (kinesisk: 彰化縣; pinyin: Zhānghuà Xiàn) er det mindste amt ("county") i Taiwan målt på areal, men det næstmest befolkede amt. 
Changhua er placeret på den Taiwans vestkyst og grænser op til Taichung byområdet mod nord, hvorfor Changhua og Taichung ofte refereres til som Taichung–Changhua byområdet (Taichung–Changhua metropolitan area). Mod syd grænser Changhua amt op til Yunlin County ved den naturlige grænse Zhuoshui floden.
Det samlede areal er 1.074 kvadratkilometer og området har 60 km kystlinje. 

## Eksterne links
- Wikimedia Commons har flere filer relateret til Changhua County

| Geografi/geologi | Spire Denne artikel om geografi er en spire som bør udbygges. Du er velkommen til at hjælpe Wikipedia ved at udvide den. |

23°56′N 120°32′Ø / 23.93°N 120.53°Ø